# Mezel
Mezel is een plaats en voormalige gemeente in het Franse departement Puy-de-Dôme in de regio Auvergne-Rhône-Alpes en telt 1755 inwoners (2005). De plaats maakt deel uit van het arrondissement Clermont-Ferrand.

## Geschiedenis
Mezel is op 1 januari 2019 gefuseerd met de gemeente Dallet tot de gemeente Mur-sur-Allier. 

## Geografie
De oppervlakte van Mezel bedraagt 8,4 km², de bevolkingsdichtheid is 208,9 inwoners per km².
De onderstaande kaart toont de ligging van Mezel met de belangrijkste infrastructuur en aangrenzende gemeenten.

## Demografie
Onderstaande figuur toont het verloop van het inwonertal.